# Armada xilena
L'Armada de Xile és la branca militar naval de les Forces Armades de Xile que reuneix les funcions de marina de guerra, guàrdia costanera, policia marítima, lacustre i fluvial. Compta amb 25.000 efectius, inclosos 5.000 efectius d'infanteria de marina. Les funcions no vinculades amb el seu paper de marina de guerra (suport a la navegació, guàrdia costanera, policia marítima, lacustre i fluvial, etc) les concentra en un organisme dependent, denominat Direcció General de Territori Marítim i Marina mercant.

## Història de l'Armada de Xile

### Introducció

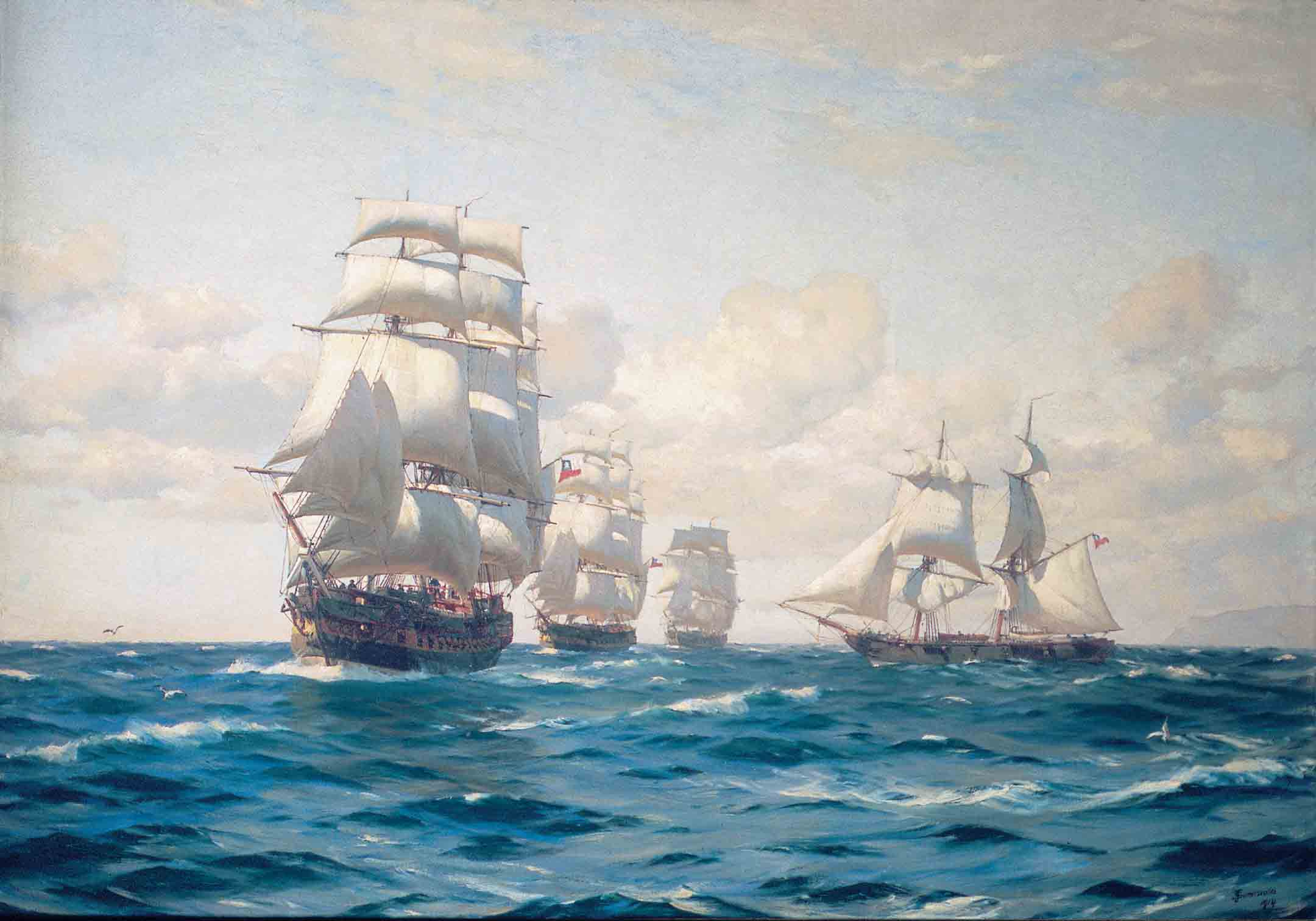

En l'època de la independència, a Xile, país insular per la seva geografia, havia idees difuses sobre la importància del mar, encara que en diversos pròcers existia consciència de la importància d'aquest per a la supervivència de la república. Va costar comprendre que el Poder Naval no s'improvisa i que cal crear-lo amb temps. Durant el segle xix el país es va veure involucrat en diversos conflictes en què el domini del mar va ser determinant per al triomf de les armes xilenes. Tot i això al final d'aquests conflictes militars i per motius econòmics es van desmantellanr la majoria de les unitats existents. Només al final de la Guerra contra Espanya els governants xilens van aprendre la lliçó i van crear una Armada eficient i preparada.
Xile posseeix una costa de més de 4.300 quilòmetres de llarg que es projecta cap a la conca del Pacífic. Distància equivalent a l'existent entre Madrid i Moscou.

### Seglexix- Inici

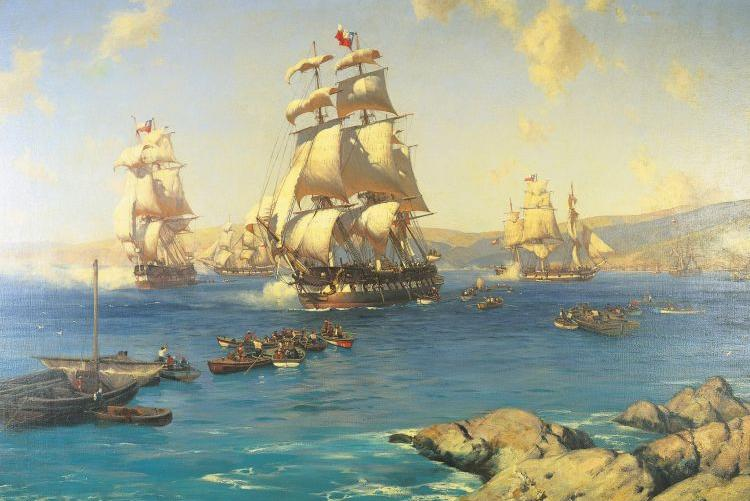

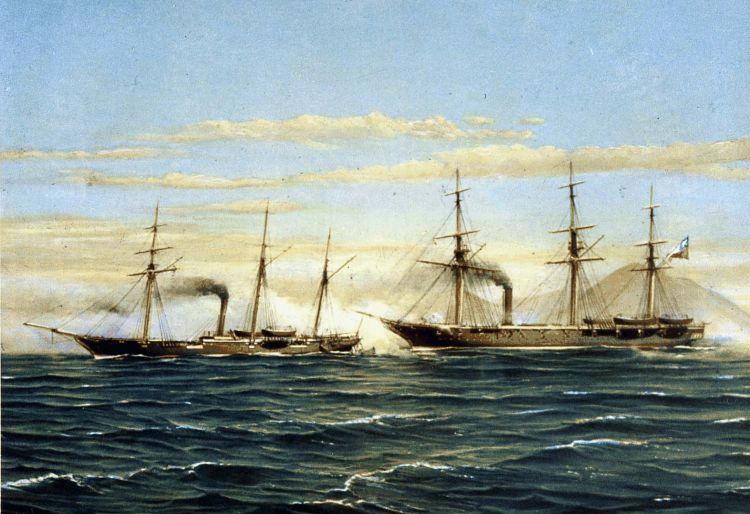

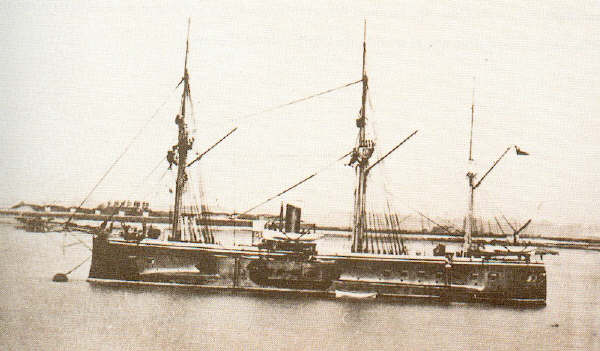

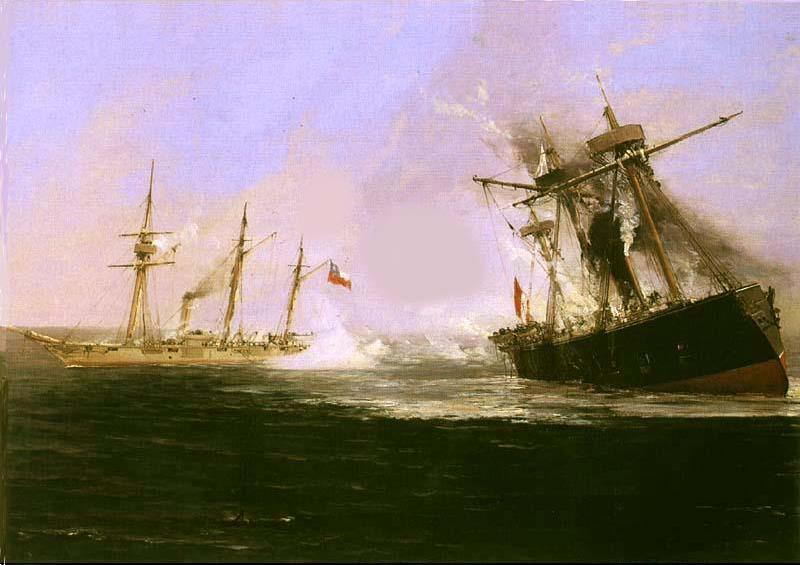

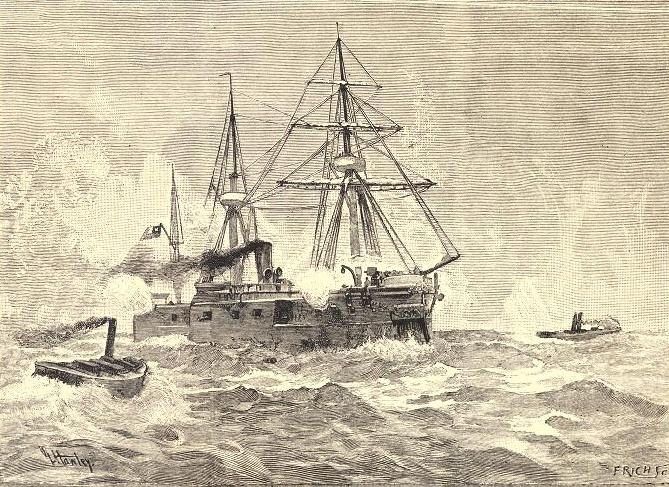

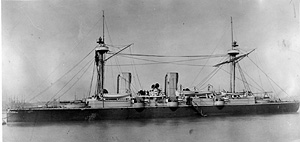

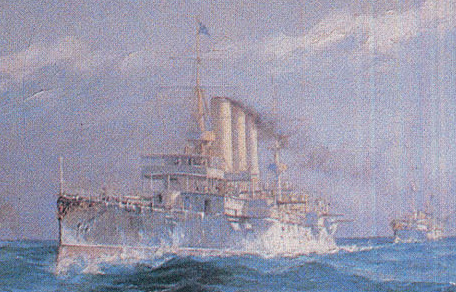

El general José Miguel Carrera Botxí va ser qui va adquirir i equipar les primeres naus destinades a l'Armada de Xile, però no van aconseguir a arribar a Xile ni van poder hissar el seu pavelló.
Es considera que va ser al govern del capità general Bernardo O'Higgins Riquelme, en 1817, quan va néixer l'Armada de Xile. Assegurada la independència de Xile, els assumptes navals van estar a càrrec del governador polític i administratiu de Valparaíso, secundat pel capità de port. El 15 d'octubre de 1817 es va designar a don Juan José Tortel com a Comandant interí de Marina. El 1818 es va crear la Primera Esquadra Nacional, l'Acadèmia de Joves Guardiamarinas, la Infanteria de Marina i la Comissaria de Marina i es van decretar les primeres disposicions per a organitzar-les.
El 10 octubre 1818 va salpar de Valparaíso al comandament del capità de navili Manuel Blanco Encalada la primera esquadra nacional composta pel navili San Martín, la fragata Lautaro, la corbeta Chacabuco i la fragata Araucano. Tenien com a missió d'interceptar al sud, a l'altura de l'illa Mocha un comboi de naus espanyoles que portaven reforços al Callao. L'esquadra va obtenir una primera victòria al port de Talcahuano, el 28 d'octubre d'aquest any, amb la captura de la fragata espanyola Reina Maria Isabel.
A principi de 1818 el govern de Xile va contractar lord Thomas Alexander Cochrane, marí britànic d'origen escocès. Li va atorgar el grau de vicealmirall i el va designar cap de l'Esquadra, esquadra amb la qual Xile i Argentina esperaven obtenir el domini del Pacífic per enviar una expedició libertadora al Perú. Cochrane al seu torn va contractar gairebé exclusivament oficialitat i tripulació angloparlant amb una important minoria d'hispans i que van establir l'escola de la Marina Xilena. Amb ells aconseguiria importants triomfs, com ara la Presa de Valdivia, el port més defensat i artillat després del Callao.
Aconseguida la independència del Perú, el govern va decidir dissoldre l'Esquadra a causa de greus problemes financers. El 1836, Xile i la Confederació Argentina, per separat, i sense formar aliança, li van declarar la guerra a la Confederació Perú-Boliviana, per a això es va haver de formar novament una Esquadra, la qual al comandament de l'ara vicealmirall Manuel Blanc Encalada va salpar el 19 d'octubre de 1836, sent coneguda com la Primera Campanya Restauradora, la qual va culminar sense èxit, signant el Tractat de Paucarpata. Després va venir una Segona Campanya Restauradora on l'Exèrcit, aquesta vegada al comandament de Bulnes va aconseguir la victòria: prèviament, l'Armada havia derrotat el seu similar confederada en Combat Naval de Casma. Acabada aquesta guerra amb el triomf de Xile, el govern, novament va desarmar l'Esquadra per economia.
En 1865, Xile va decidir donar suport al Perú en el conflicte amb Espanya, declarant-li la guerra (Guerra Hispà-Sud-americana), per la qual cosa una vegada més va haver de formar una Esquadra. En aquesta guerra marítima, tot i la captura de la goleta Covadonga, Valparaíso va ser bombardejat per l'Esquadra espanyola el 31 de març de 1866, l'Armada xilena es va mantenir a la distància sense intervenir. Xile en aquesta ocasió va aprendre la lliçó de la importància de comptar amb naus de guerra a forma permanent obtenint el lliurament de dues corbetes retingudes a Anglaterra i ordenant la construcció de dos blindats que tindrien en el futur gran importància.
En 1879 novament Xile va entrar en guerra contra Perú i Bolívia en la qual es va denominar Guerra del Pacífic. En els inicis d'aquesta confrontació, es va efectuar el Combat Naval de Chipana i posteriorment, un 21 de maig de 1879, es va desenvolupar el combat naval d'Iquique, en el qual el Capità de Fragata Arturo Prat Chacón al comandament de la corbeta de fusta Esmeralda va morir lluitant contra el monitor blindat Huáscar, fins a l'enfonsament de la seva nau: el moment clau de la guerra, que marcaria el seu desenvolupament i posterior desenllaç. En aquesta guerra hi va haver tres accions navals més, que en curt temps, van permetre a l'Esquadra xilena conquerir el domini del mar i transportar l'Exèrcit als seus teatres d'operacions a Tarapacá, Tacna i Lima. Aquestes van ser, el mateix dia 21 de maig de 1879, en què el capità de corbeta Carlos Condell de l'Haza, al comandament de la goleta de fusta Covadonga va aconseguir l'enfonsament de la fragata blindada Independència en el combat naval de Punta Gruixuda i el 8 d'octubre del mateix any en què l'Esquadra xilena al comandament del capità de navili Galvarino Riveros, en el combat naval d'Angamos, va capturar al Monitor Huáscar, navili que després feroç lluita va ser incorporat a l'Esquadra xilena, morint heroicament seu comandant, Miguel Grau. El tercer fet és el Desembarcament i Presa de Pisagua, recolzat per l'Esquadra i que constitueix el primer desembarcament armat, sota resistència enemiga i amb resultat reeixit de la Història Universal. (Abans hi va haver molts desembarcaments, però eren sense resistència enemiga o, quan n'hi havia, la victòria va correspondre sempre als defensors, des de Marató fins a la Guerra de Crimea). Posteriorment, l'Armada es va dedicar al suport i transport de l'Exèrcit, i va participar activament amb la seva artilleria a Arica, Chorrillos i Miraflores. Un fet anecdòtic va ser la Colo Colo, una llanxa torpedinera de l'Armada de Xile durant la Guerra del Pacífic que va ser transportada en un vagó de ferrocarril, al port d'Ilo de la costa peruana, fins al port de Puno, al llac Titicaca i després els enginyers i mecànics xilens la rearmen per llançar-la al agua.Así inicia diversos patrullatges, constituint-se en el primer vaixell de guerra estranger en navegar al Titicaca i el primer vaixell de guerra xilè, que solca les aigües més altes del món.
Durant la Guerra del Pacífic i en els anys posteriors, el govern va ordenar la construcció de vaixells de dos creuers, dos caçatorpediners i la modernització de dos blindats a drassanes britàniques. Es van incorporar al servei torpedes autopropulsats de procedència italiana, es va fortificar el port militar de Talcahuano, en què es va iniciar la construcció del primer dic sec, es van implementar les primeres escoles d'especialitats en màquines de vapor i es va dictar una llei que permetria la construcció d'un cuirassat i dos creuers.
A finals de segle, l'Armada es va veure embolicada com a protagonista en un enfrontament fratricida, la Guerra Civil de 1891 Guerra a què el bàndol del Congrés recolzat per l'Armada va obtenir el triomf. En l'àmbit netament naval, hi va haver un combat en el qual dues llanxes llança-torpedes, emprant torpedes van enfonsar a un blindat. Per primera vegada a nivell mundial, una nau cuirassada era enfonsada per un torpede.

### Segle XX - Desenvolupament

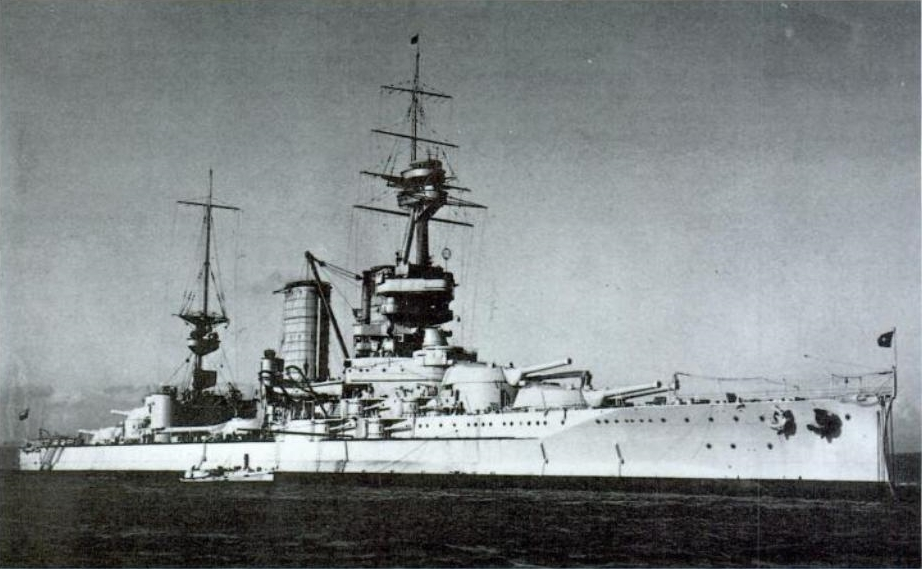

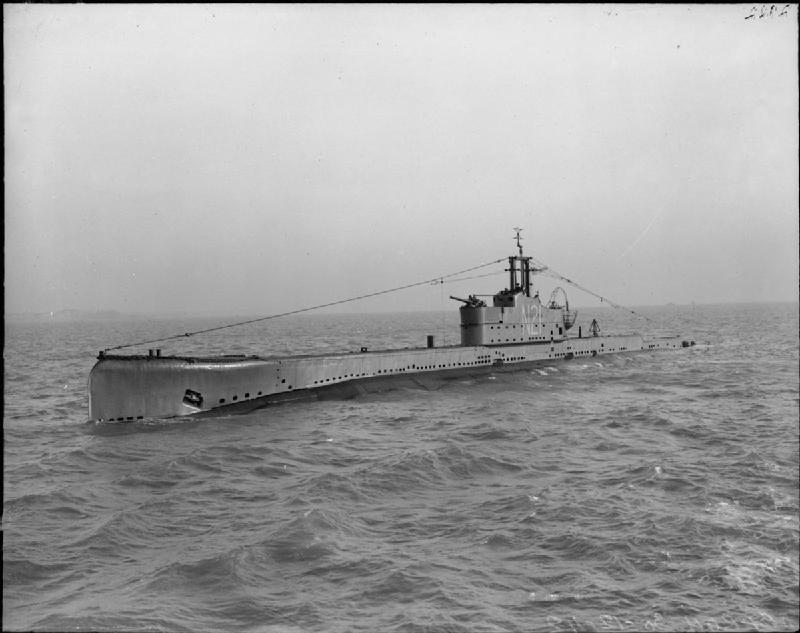

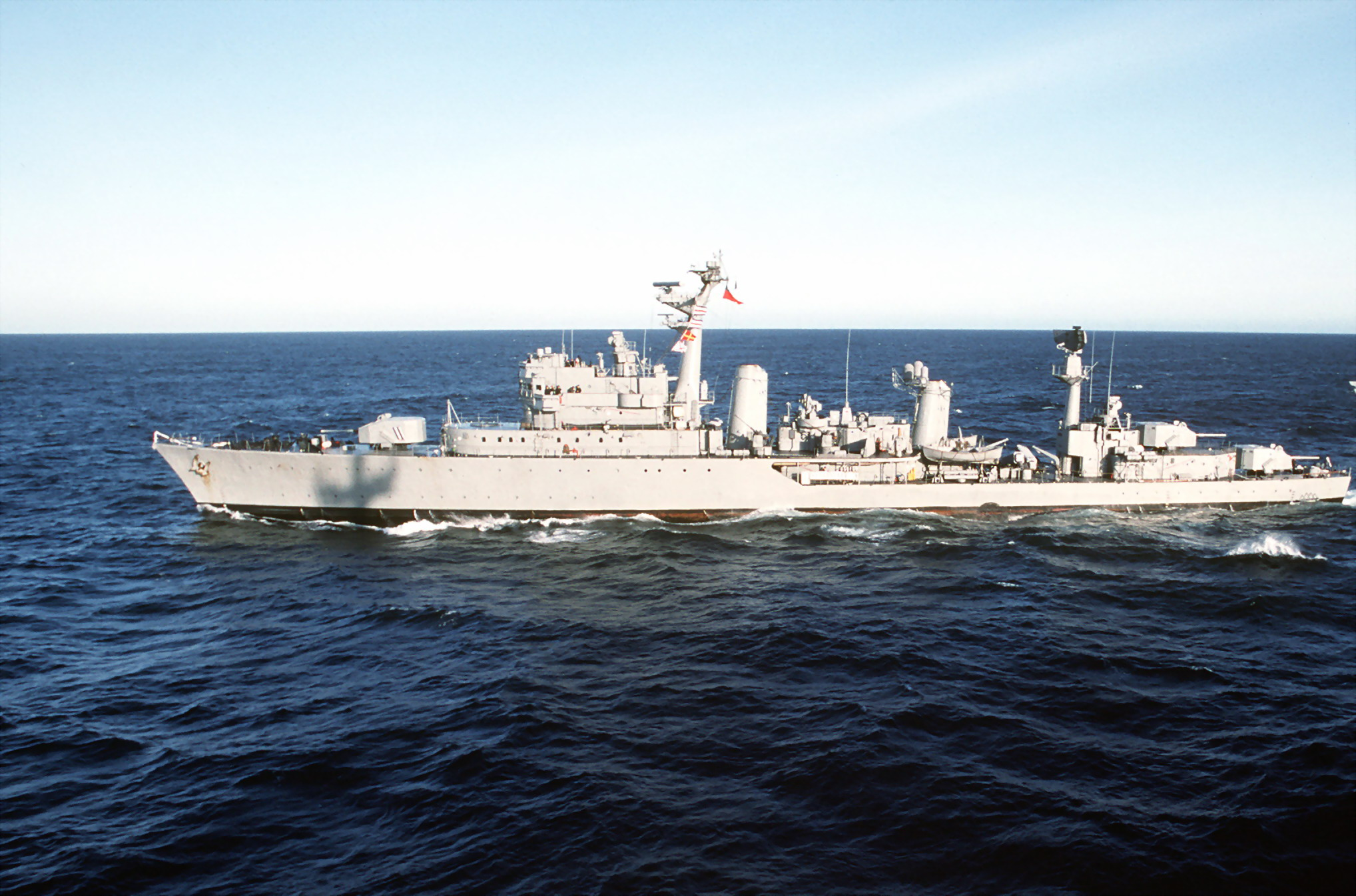

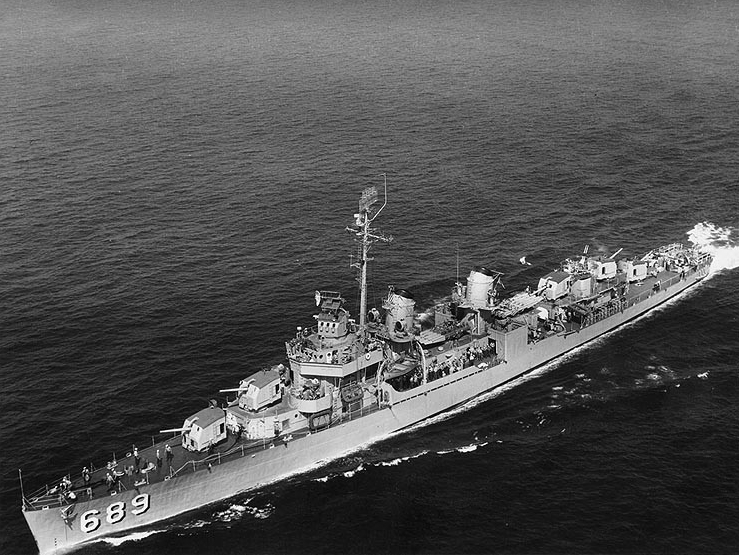

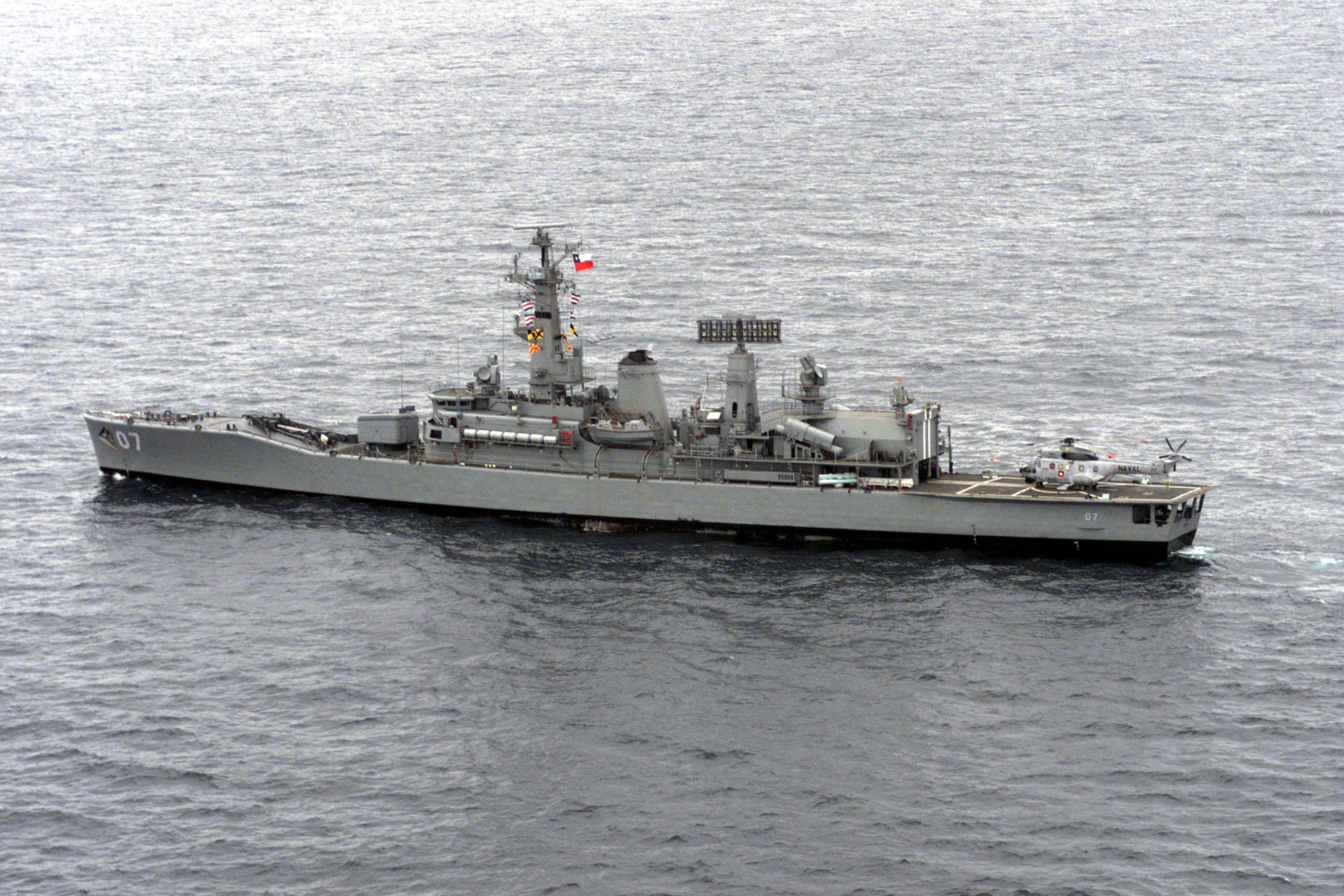

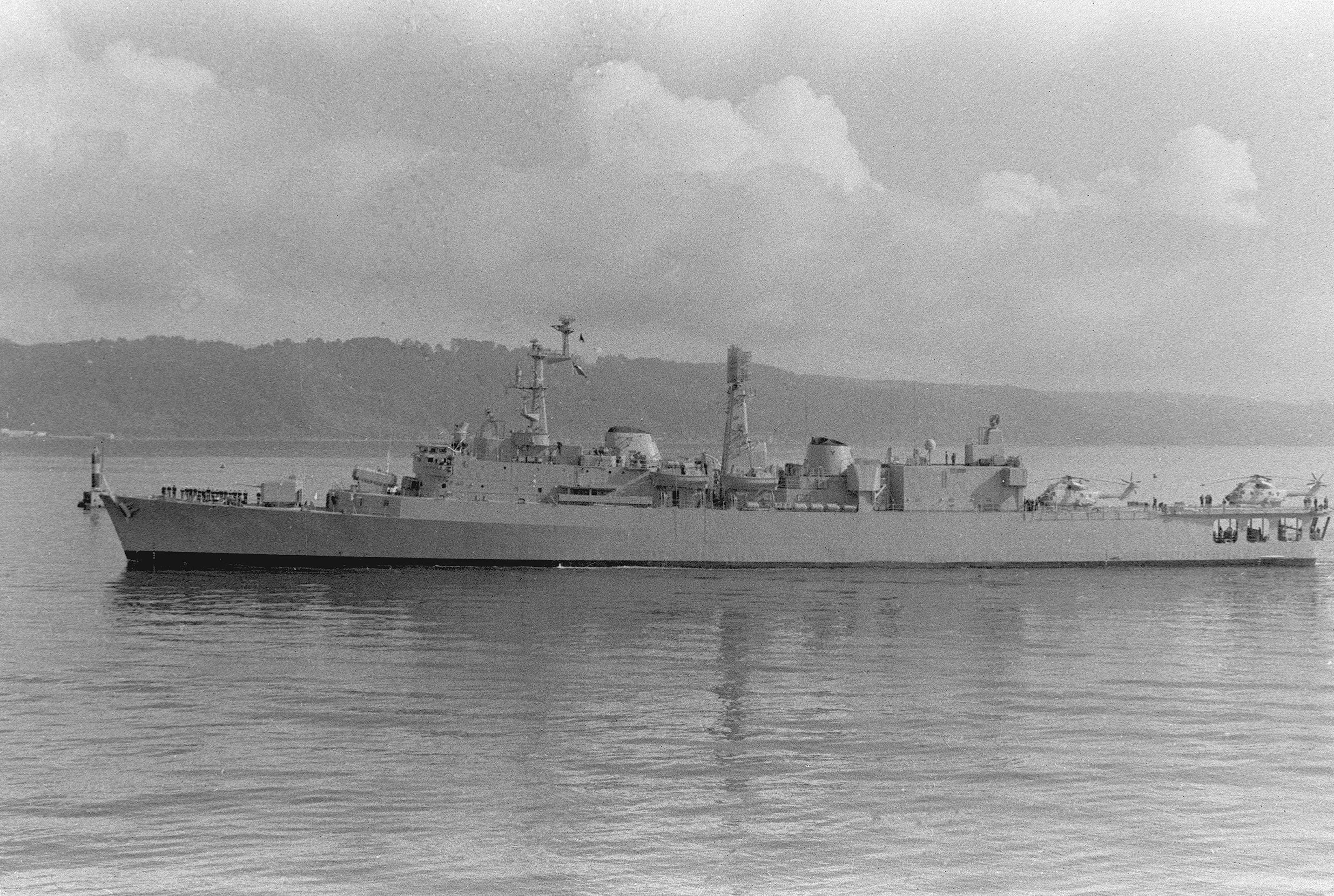

Al començament del segle l'Armada havia aconseguit un alt grau de preparació professional, la qual cosa li va permetre tripular i operar les modernes naus que havia adquirit. En aquesta època Xile enfrontava una mena de pau armada per la delimitació limítrof amb l'Argentina per l'extrem austral. A més de freqüents protestes obreres.
Això i la bonança econòmica derivada dels ingressos del salnitre i del coure, van permetre al govern fer un nou procés d'adquisicions: un creuer i tres destructors a Gran Bretanya, i es va ordenar la construcció en drassanes d'aquest mateix país de dos cuirassats. La crisi amb Argentina va ser detinguda per la diplomàcia, i va acabar en els anomenats Pactes de Maig signats el 28 de maig de 1902, els que van incloure una convenció de limitació dels armaments navals. Xile va haver vendre els dos cuirassats i Argentina va fer el mateix amb similars naus.
Posteriorment, el govern va aprovar una llei de renovació de les naus de l'Esquadra la que va donar naixement al Pla Centenari, que en resum va consistir a ordenar la construcció en drassanes britàniques de dos cuirassats de 28.000 tones i 6 destructors de 1.500 tones. A una firma nord-americana es va adjudicar la construcció de dos submarins de 340 tones.
La Primera Guerra Mundial va postergar i va alterar el Pla Centenari; de totes les naus enviades a construir només dos destructors van arribar al país abans de l'esclat de la conflagració i el cuirassat Almirall Latorre una vegada acabada aquesta.
Cap a fins de la Gran Guerra, el govern britànic va oferir compensar Xile per la privació de les naus enviades a construir, i que havia emprat en el conflicte, i va oferir lliurar cinc submarins tipus H, nous, que estaven internats en drassanes dels Estats Units, pel fet que aquest tercer país encara romania neutral.2 més es va oferir una partida d'aeronaus. El govern va acceptar la compensació proposta ia més va comprar un sisè submarí; les aeronaus van ser destinades a l'Armada i l'Exèrcit.
El modern cuirassat Almirall Latorre, recorregut i modernitzat al Regne Unit, després de ser emprat per l'Armada britànica, va arribar a Valparaíso el 20 de febrer de 1921. Aquesta nau de 194 metres d'eslora, 28 metres de màniga i 9 metres de calat mitjà, desplaçava 28 000 tones. Era armada amb 5 torres dobles amb canons de 14 polzades, 16 canons de 6 polzades i 2 canons antiaeris de 3 polzades; explicava a més amb 4 tubs llançatorpedes de 21 polzades. Aquesta nau va ser un element dissuasiu a les relacions internacionals de Xile durant tot el temps que va estar en servei actiu, més de trenta anys. Cal destacar que Xile va ser l'únic país, a part de les potències de l'època, a adquirir un cuirassat després de la Primera Guerra Mundial. El BB Almirate Latorre va ser la unitat de batalla clàssica de major grandària, desplaçament i bateria principal de major calibre operada per una nació hispà parlant alguna.
La seva arribada va obligar a construir un segon dic sec, més gran en Talcahuano i l'ampliació d'alguns tallers i mestrances. Els seus sistemes d'armaments i de propulsió van constituir una escola per a les generacions de marins que van passar per les seves cobertes. Les escoles d'especialitats van haver millorar i actualitzar els seus programes, laboratoris i professors.
Les compensacions post Primera Guerra Mundial van donar naixement a les activitats de la força de submarins i de l'Aviació Naval, pioneres a Amèrica del Sud.
En la dècada de 1920, el "Latorre" va ser enviat al Regne Unit a modernitzar els seus sistemes de control de tir, més canvi d'armament antiaeri per 4 canons de 4 polzades antiaeris, canvi de les seves calderes a carbó per petroli, addició de protecció (bulges) antitorpedes en els seus costats, canvi de la seva maquinària auxiliar i en els seus sistemes de comunicacions. El vaixell va tornar al país a mitjan 1931, pujant el seu desplaçament a 32 000 tones.
També es va manar a construir al Regne Unit 06:00 destructors que es van denominar classe "Serrano", i es van adquirir tres submarins classe "O" i un vaixell mare de submarins. Es van adquirir més dos petroliers.
El setembre del 1931 va ocórrer un motí a l'Esquadra, en l'agrupació de bucs d'instrucció, a la base naval de Talcahuano i en la base aèria de Quintero de la Força Aèria. Aquest episodi, conegut com la Revolta de l'Esquadra, va ser en protesta per una important rebaixa dels sous i la greu situació econòmica del país. L'Exèrcit va derrotar els amotinats en terra i la Força Aèria va atacar amb bombes a les naus de l'Esquadra, dies després el moviment va ser sufocat comprovant ingerències polítiques en els amotinats.
Xile, en la dècada de 1930, vivia una difícil situació econòmica, la qual es va traduir en la decadència de l'esquadra de cuirassats i creuers que posseïa l'Armada; la majoria de les naus van ser donades de baixa i es va arribar a 1940 amb l'Esquadra reduïda al cuirassat "Latorre" i una divisió de destructors de la classe "Serrano".
Durant la Segona Guerra Mundial, l'Esquadra va efectuar entrenament i quan se li va declarar la guerra al Japó, va efectuar tasques de patrullatge. Al final del conflicte el govern adquirir tres fragates-tres corbetes construïdes al Canadà i equipades als Estats Units. Aquests vaixells antisubmarins van arribar a Xile entre els anys 1946 i 1947.
El 1942 s'havia dictat una legislació especial, que es coneix com la Llei de Creuers i que va ser l'origen de la renovació del material de les Forces Armades. Pel que fa a l'Armada es va canviar l'origen dels seus adquisicions des d'Europa als Estats Units.
El 1952 es van adquirir als Estats Units dos creuers lleugers de la Classe Brooklyn, els que van arribar a Xile aquest mateix any. La incorporació d'aquestes naus va significar un important avenç tecnològic en l'Armada, especialment pels seus sistemes de control de tir que comptaven amb computadors analògics mecànics; i pels radars de vigilància de guerra electrònica i de control de foc, els primers a arribar al país.
En la dècada de 1960 es van adquirir dos destructors de la Classe Almirall al Regne Unit, i dels Estats Units es van rebre dos submarins Classe Fleet, dos destructors de la Classe Fletcher i quatre destructors escorta tipus APD.
A partir de l'any 1954 va renéixer l'Aviació Naval, la que va operar activament amb les unitats de superfície mitjançant l'ús d'helicòpters a la guerra antisubmarina i en tasques d'exploració i rescat.
Els destructors de la classe "Almirall" van ser els dos primers vaixells que van rebre sistemes de míssils antiaeris. A cada un se li van instal·lar dos muntatges quàdruples per llançar míssils SAM Sigui Cat de fabricació britànica. Aquesta instal·lació es va efectuar el 1962 a l'Arsenal Naval de Talcahuano. Xile va ser la primera nació llatinoamericana a comptar amb míssils a les seves naus.
En la dècada de 1970 l'Esquadra estava composta pels dos creuers classe "Brooklyn" i pels dos destructors classe "Almirall", als quals se sumaven eventualment alguns destructors APD. Es va comprar a Suècia el creuer "Latorre" i el 1974 van arribar des dels Estats Units dos destructors de la classe "Sumner".
El 1967, en la Guerra dels sis dies, una llanxa ràpida egípcia va enfonsar un destructor israelià mitjançant l'ús de míssils llançats a llarga distància.
Aquesta acció va constituir una fita en la història de la tàctica i tecnologia naval.
Des d'aquesta data les grans potències van començar a desenvolupar míssils superfície-superfície.
Xile va optar per equipar les seves naus amb míssils francesos Exocet MM-38.
El President Frei Montalva va encarregar a drassanes britàniques la construcció de dues fragates de la classe "Leander", entre 1968 i 1970, en les Drassanes de Yarrow Co Ltda., Escòcia, i la modernització dels dos destructors classe "Almirall". Aquestes quatre naus van ser equipades amb llançadors de míssils Exocet MM-38 i se'ls va instal·lar moderns equips de detecció submarina.
Novament la incorporació d'aquests sistemes d'armes van produir un avenç tecnològic important en la capacitació del personal naval en el camp de l'electrònica i dels sistemes digitals.
L'11 de setembre de 1973, l'Armada, en conjunt amb les altres branques de les Forces Armades i Carabineros de Xile, va participar en el cop d'Estat que va enderrocar al govern de Salvador Allende, integrant l'Almirall José Toribio Merino la Junta Militar de Govern que es va formar.
A mitjans de la dècada de 1970, novament la situació veïnal va empitjorar, hi va haver tensió a la frontera amb Perú i Bolívia, i especialment amb l'Argentina, a conseqüència del Conflicte del Beagle. L'Esquadra va ser posada en peu de guerra i mobilitzada al comandament del Vicealmirall Raúl López Silva a la zona del Cap de Forns, i la Infanteria de Marina va ser desplegada a les Illes Picton, Lennox i Nova amb la decisió d'impedir l'execució de l'Operació sobirania de la Flota del Mar Argentina.
En aquesta època es van adquirir avions d'exploració marítima Embraer P-111 al Brasil i helicòpters Alouette de França.
Durant la dècada de 1980 els creuers tipus Brooklyn i el Latorre van esdevenir obsolets. Per pal·liar aquesta situació es va concebre un programa de modernització de les naus de l'Esquadra. Fruit d'aquest programa van arribar un petrolier de flota i quatre destructors britànics de la classe County. El programa va incloure la modernització, a la planta d'Asmar de Talcahuano, de les dues fragates classe Leander i novament dels dos destructors classe Almirall als quals se'ls van renovar els seus sistemes d'armes, de detecció i de guerra electrònica.
A França se li van adquirir helicòpters Cougar de gran versatilitat i capacitat tant antibuque (amb míssils Exocet Am-39) com antisubmarina. El programa es va completar en la dècada de 1990 amb el reemplaçament dels destructors classe "Sumner" per dues fragates britàniques de la classe Leander.
A fins de la dècada de 1980, els destructors de la classe County van ser modernitzats. S'hi van instal·lar míssils SAM Barak 1 de llançament vertical. L'Armada de Xile va ser la primera, i única, armada del continent a incorporar en els vaixells aquest sistema de llançament d'armes. Dins del mateix programa, les fragates de la classe Leander van rebre míssils superfície-superfície Exocet MM-40. Tant els destructors County com les fragates Leander originals van ser adaptats per embarcar helicòpters Cougar, adaptant-los els hangars i instal·lant en les cobertes de vol el sistema de captura d'helicòpters ASSIST. Amb això, 4 unitats de l'Esquadra quedaven adaptades per portar els Cougar. La necessitat d'incrementar l'abast de l'exploració aeromarítima aparells emprar eficaçment els míssils AM-39 embarcats en els Cougar va portar a l'Armada a adquirir avions P-3A als EUA, que van ser modernitzats a Xile i denominats P-3ACh.3 
Finalment i en sintonia amb els canvis tecnològics de l'època, es van encarregar 2 submarins oceànic Tipus 209 a les drassanes Alemanys Howaldswerke, els que van ser batejats com Capità Simpson i Comandant Thomson.

### Segle XXI - Tecnologia
Al començament del segle xxi, el transport marítim mobilitza més del 80% del comerç exterior xilè. El mar ha permès el desenvolupament d'activitats vitals per a l'economia, com són la pesca, l'aqüicultura i el turisme. A més s'han descobert vasts jaciments d'hidrats de gas en algunes zones del subsòl marí que podrien ser fonts d'energia en el futur.
En aquest context, l'armada desenvolupament un projecte anomenat "Trident" que consistia en la construcció de 8 fragates a les drassanes de ASMAR per una suma estimat el 1600 milions de dòlars.4 causa de la falta de voluntat política de la classe dirigent de l'època i coincidint amb el despreniment de material de guerra d'última tecnologia per part de les potències europees en vista de la fi de la guerra freda i els costos que implicaven mantenir grans arsenals. L'Armada va decidir renovar d'aquesta manera la seva flota de combat, situació que li ha permès reemplaçar les seves unitats de línia obsoletes per naus britàniques i holandeses, les fragates britàniques tipus 22 i 23 i les fragates holandeses tipus L i M; totes naus llançamíssils amb capacitats per a la guerra de superfície, antiaèria i antisubmarina. Això li ha permès integrar i assimilar noves tecnologies que es troben homologades en les principals armes de l'OTAN permetent la interoperabilitat amb diferents armades del món.
Per a la seva força de submarins ha incorporat dos nous submarins tipus Scorpene construïts a Europa per un consorci franco-espanyol. Aquests van reemplaçar als antics submarins tipus "Oberon". Els submarins tipus 209 van ser modernitzats portats a un estàndard similar als Scorpene en matèria d'electrònica i armament.

### Orígens de l'Aviació Naval de Xile

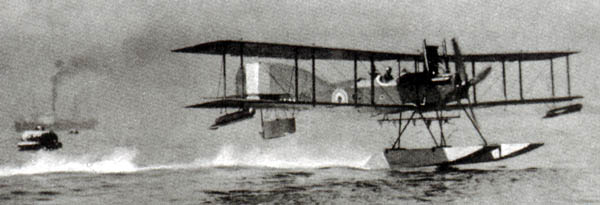
Hidroavió Short 184 similar als que van protagonitzar el viatge des de Valparaíso fins a Coquimbo

Els orígens de l'Aviació Naval de Xile es remunten a principis del segle xx. És així, com el 27 d'abril de 1916, es va donar inici al primer curs d'aviadors navals a l'Escola d'Aeronàutica Militar de "El Bosque", a Santiago de Xile. El 18 d'octubre d'aquest mateix any perd la vida el Tinent Segon Don Pedro Luco Christie, en xocar en un biplà amb un bosc d'Eucalyptus, en circumstàncies que s'enlairava per retre les proves finals per graduar-se com a pilot. L'Armada de Xile va perdre el seu primer membre en activitats aèries, en l'esforç inicial de crear una nova especialitat. D'aquest curs es van graduar el comptador 3r. Carlos Yanquez Cerda, el torpedista Luis Farías i el Guardiamarina Enrique de la Maza.
El primer vol d'un avió naval va ser realitzat per un hidroavió Sopwith Baby al port de Talcahuano el dia 3 de juliol de 1919, després les primeres operacions aeronavals es van realitzar el 1919 amb un hidroavió Sopwith Baby que va ser embarcat a bord del Creuer cuirassat O'Higgins. El creuer O'Higgins havia arribat a Xile el juliol de 1898 provinent d'Anglaterra on va ser construït. Va ser retirat del servei el 1933. Durant la seva vida operativa va ser protagonista d'alguns fets històrics importants com la Revolta de l'Escuadra de Xile, però també va ser protagonista d'una fita molt rellevant, el 1919, sobre la seva coberta es va realitzar la primera operació embarcada de l'Aviació Naval de Xile.
El 1921, l'Aviació Naval va instal·lar una base a Valparaíso, la que va ser primera base i des de la qual es van realitzar els primers vols a la costa de Xile. El 30 agost 1921, tres hidroavions Short 184 van fer una operació sense precedents per a l'època; van volar des de Valparaíso a Coquimbo per provar el material i participar en exercicis amb l'Esquadra Nacional fondejada en aquell port. L'operació no va estar exempta de contratemps, ja que dels tres hidroavions que van despegar a les 08:30 de la base Las Torpederas, només un va arribar sense novetats a Coquimbo a les 13:30 d'aquell dia, ja que els altres dos van tenir dificultats en el seu vol a causa de la densa boirina que cobria la zona i van haver d'amarar quan se'ls va acabar el combustible, i només van ser trobats a la matinada de l'endemà pel caça-torpediner Almirall Uribe que havia sortit a llur reçerca. Es van abastir de combustible, i van poder completar el viatge sense novetat. Un altre dels avions rebuts des del Regne Unit era el biplà Felixstowe F2A que operava des de la Base Aeronaval de Las Torpederas. El F2A, per les seves dimensions, no podia embarcar en el creuer O'Higgins com els Sopwith Baby, de manera que operava permanentment des de la Base Las Torpederas. Era tret del seu hangar directament al mar, des d'on s'enlairava.

## Organització

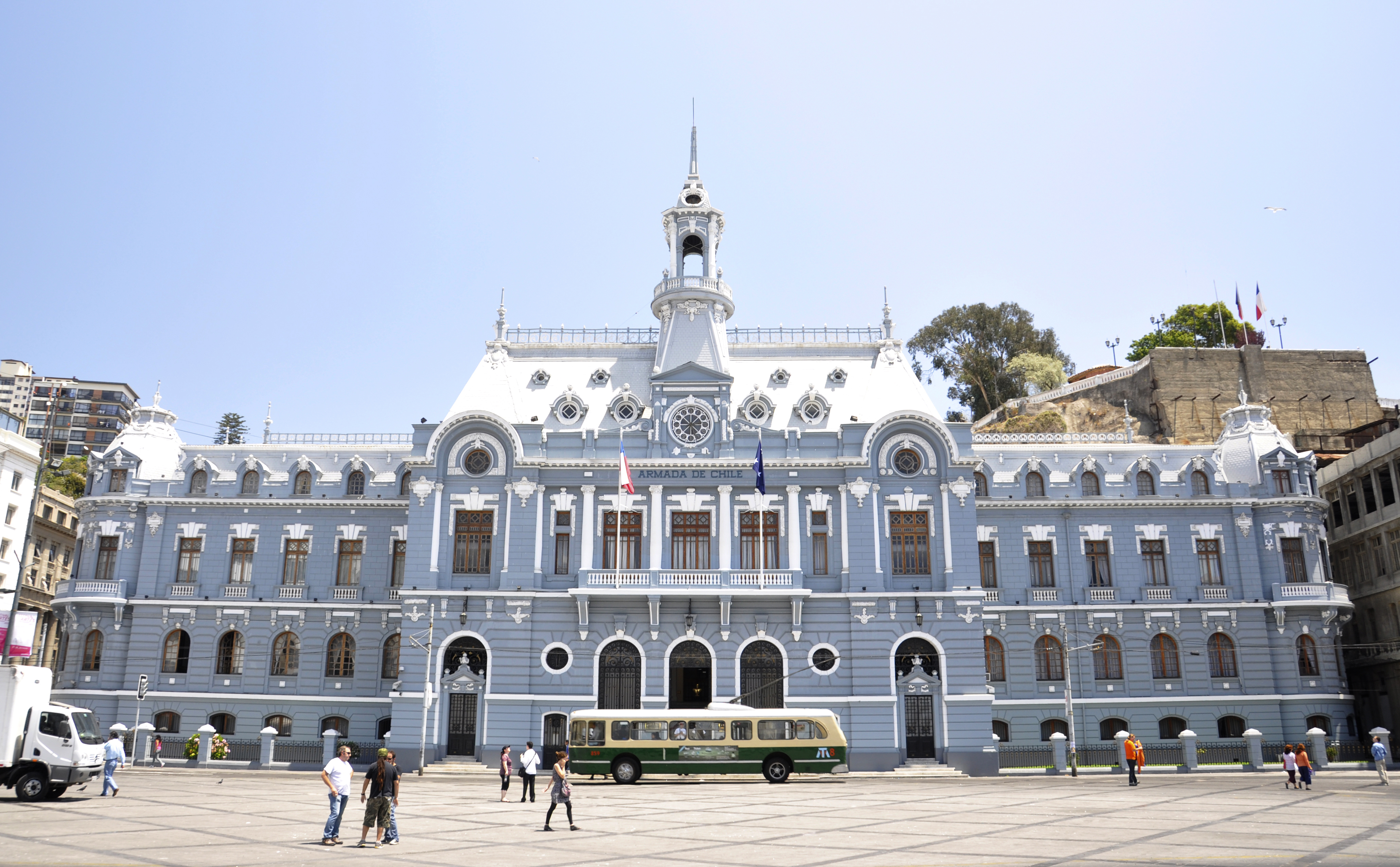
Comandància de l'Armada de Xile

L'Armada està sota el comandament de l'Almirall qui ostenta el càrrec de Comandant en Cap de l'Armada. Per a l'exercici de les seves funcions és assessorat per diversos organismes que depenen directament d'ell. L'Armada de Xile té cinc bases generals al llarg del país:

1a Zona naval- Valparaíso

2a Zona naval- Talcahuano

3a Zona naval- Punta Arenas

4a Zona naval- Iquique

5a Zona naval- Puerto Montt

### Forces operatives
El Comando d'Operacions Navals és l'organisme que condueix l'entrenament de les forces navals en temps de pau i les operacions en temps de guerra. Del Comando d'Operacions Navals depenen: L'Esquadra Nacional, la Força de Submarins, El Comando de misileras Nord (comisnor), El Comando de misileras Sud (comisur) la Infanteria de Marina, l'Aviació Naval, el Comando Amfibi i de Transports Navals i el Comando de Forces Especials.
Les cinc Zones Navals corresponen a la divisió territorial de l'Armada i posseeixen funcions marítimes, defensives i guarnicionales, a més de ser les bases logístiques de les Forces Navals de la Institució. Les Zones Navals desenvolupen la funció marítima mitjançant les Governacions Marítimes i alberguen a les Bases Navals, entitats logístiques, a les escoles institucionals ia tot el suport de comandament, tècnic i administratiu institucional.

### Educació naval especialitzada
L'Armada des dels seus inicis s'ha preocupat preferentment de la preparació de les seves tripulacions. Des de sempre li ha atorgat igual importància a la preparació tècnic-professional del personal, com imbuir-los en els principis de valors i de fortalesa moral que els permetin sobreposar-se a qualsevol adversitat.
La Direcció d'Educació de l'Armada és l'organisme que té per missió formar el personal de la institució que fa en establiments dividits en tres nivells: 
- Educació Naval Bàsica que realitza en les seves dues escoles matrius, l'Escola Naval Arturo Prat per a oficials i l'Escola de Grumets Alejandro Navarrete Cisterna per a gent de mar.
- Educació Naval Especialitzada que s'efectua a través de l'Acadèmia Politècnica Naval en les seves tres facultats: Sistemes d'Armes, *Sistemes d'Enginyeria i Logística i Sistemes de Suport Operatiu. L'antiga Escola de Sanitat Naval
- Educació Naval Superior que s'efectua a l'Acadèmia de Guerra Naval i en altres institucions d'educació superior estrangeres.

### Instrucció i capacitació marítima

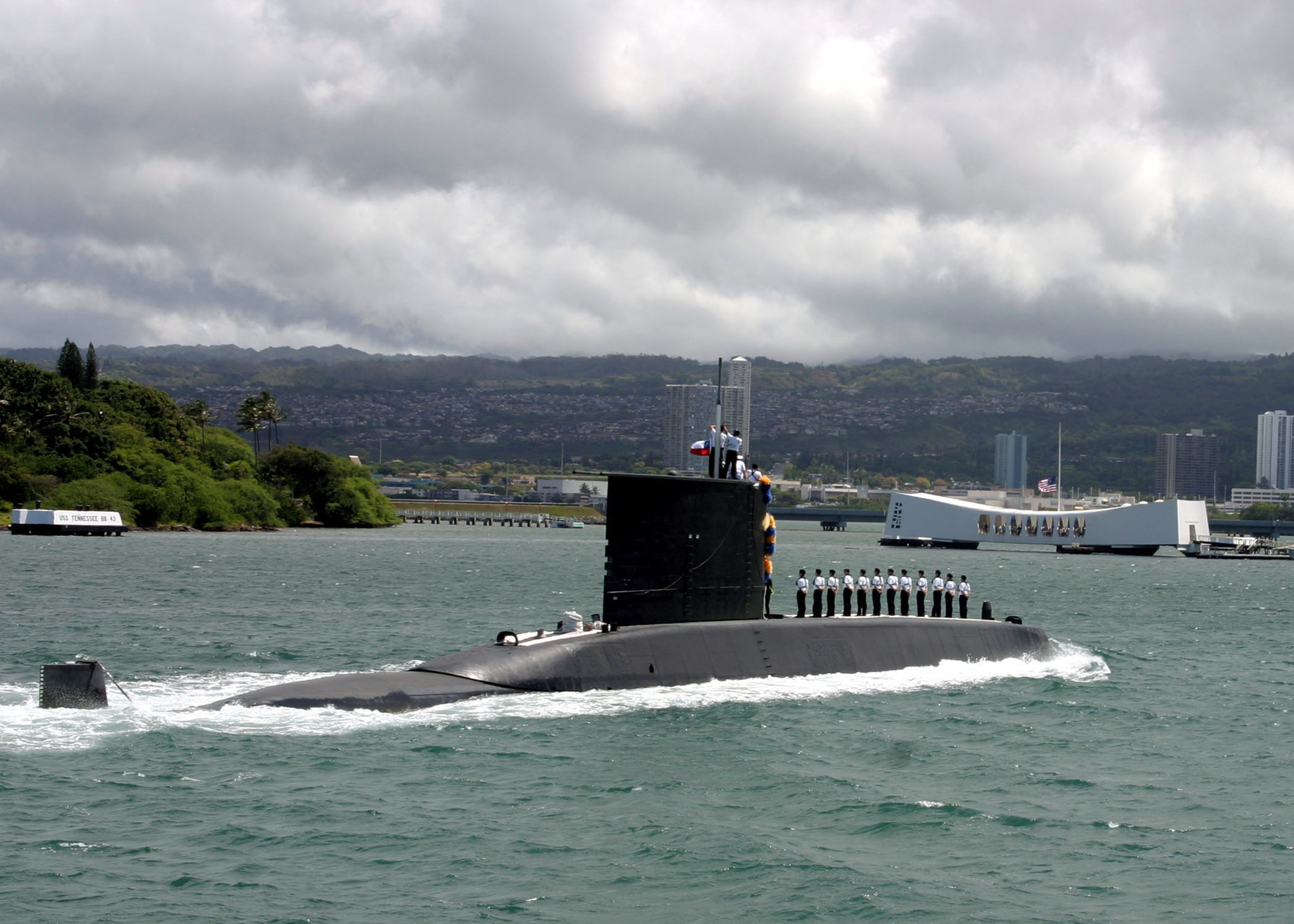
Submarí Comandante Thompson

El Centre d'Instrucció i Capacitació Marítima de l'Armada (CIMAR) imparteix cursos a tripulants, oficials pesquers i mercants de Xile i l'estranger, per mantenir el seu alt nivell de competència professional en benefici de la navegació i seguretat marítima. Situat a la ciutat de Valparaíso, específicament en el sector de Platja Ampla, el CIMAR compta amb avançats sistemes d'entrenament, com són el simulador de pont, així com un equip d'instructors altament qualificats, que lliuren els seus coneixements a xilens i estrangers capaciten en aquestes dependències.

### Difusió de la cultura naval i marítima

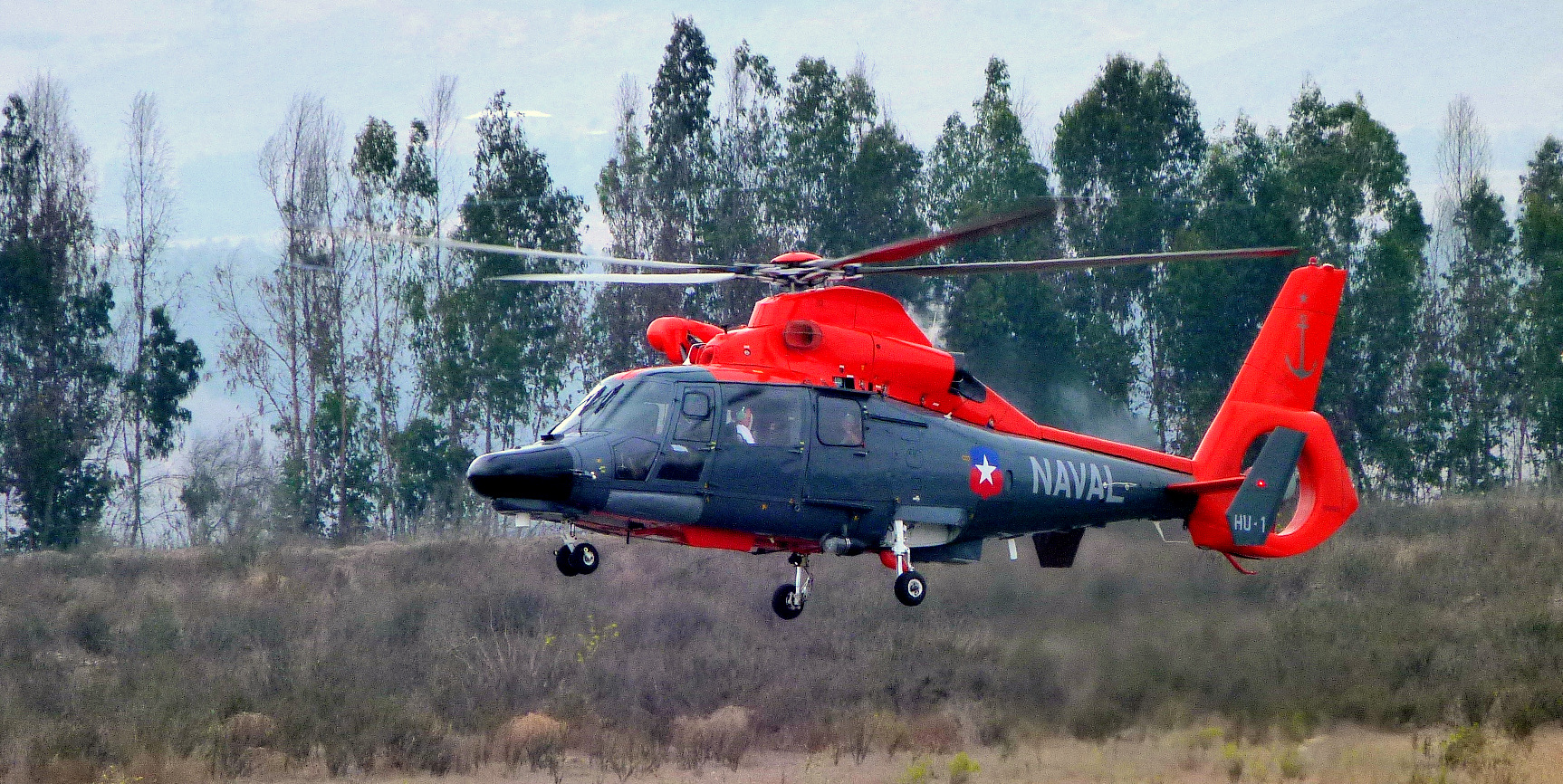
Helicòpter despegant

Per tal de preservar el patrimoni històric de Xile i de l'Armada, la institució compta amb Museus Navals en els principals ports on té les seves bases, com són el Museu Naval d'Iquique; el Museu Naval i Marítim de Xile, a Valparaíso; el RH "Huáscar", en Talcahuano; i el Museu Naval i Marítim de Punta Arenas. En ells es guarden els tresors històrics de la institució, a més de difondre la història nàutica de Xile. Existeixen també altres mostres museològiques, com són la hisenda de San Agustín de Puñual, a la VIII regió, lloc on va néixer un gran heroi xilè, el Comandant Arturo Prat.

### Patrullatge marítim
La tasca de patrullatge marítim de la Zona Econòmica Exclusiva, la realitza l'Armada de Xile amb les seves unitats navals i aeronavals, per tal de fiscalitzar el trànsit marítim, protegir la vida humana al mar i combatre activitats il·lícites, com el contraban, la pesca il·legal i el narcotràfic. Xile posseeix i exerceix deures i drets en una superfície oceànica d'aproximadament 30 milions de quilòmetres quadrats, el que equival a gairebé dues vegades la superfície de total de l'Amèrica del Sud, per la qual cosa es fa indispensable posseir els elements necessaris per exercir efectivament les tasques abans esmentades en tan àmplia extensió marítima.

### Cos d'Infanteria de Marina (Xile)

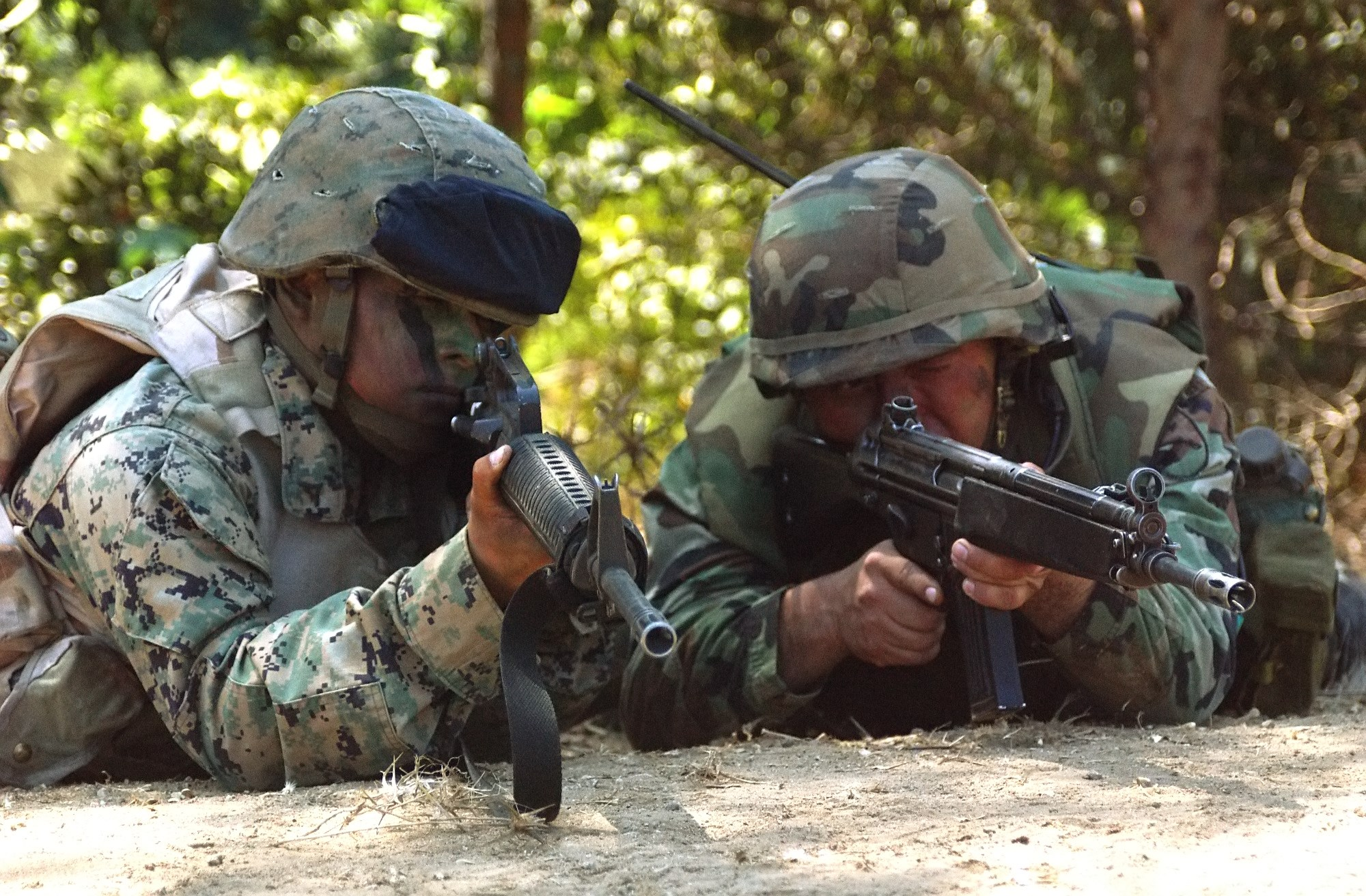
Marines xilens

La Infanteria de marina xilena, és una força de combat depenent de l'Armada de Xile.
Aquest cos, format per al voltant de 5000 homes, és utilitzat en funció de projecció del poder naval mitjançant l'execució d'operacions amfíbies sobre terreny hostil, forces especials i defensa de costes.
La seva capacitat per desembarcar en molt poc temps juntament amb suports aeris i terrestres orgànics de l'Armada la converteixen en una unitat d'alt valor estratègic capaç de combatre en qualsevol condició de clima i terreny. A causa del seu alt grau d'ensinistrament, capacitat i possibilitat de posicionar-se de forma ràpida i discreta en aigües internacionals; Aquesta força es constitueix com un important factor de dissuasió dins de la regió.
Els seus principals mitjans d'operació són el vaixell amfibi Sergent Aldea amb capacitat per transportar fins a 900 Infants en viatges curts, inclou un hospital i heliport en què operen 2 AS332 Super Puma. En el seu interior alberga una combinació de barcasses per al desembarcament de vehicles militars, aquestes característiques el converteixen en un vaixell multipropòsit de gran ajuda en temps de pau.
Coneguts informalment com a cosacs, és una força de combat depenent de l'Armada de Xile. Aquest cos, format per al voltant de 5.000 homes, constitueix la força de projecció de l'Armada, emprant la mobilitat estratègica de la Marina per desplegar ràpidament forces d'armes combinades i forces especials. És una força especialitzada a projectar el Poder Naval mitjançant l'execució d'operacions amfíbies sobre una costa hostil o potencialment hostil. La característica única en les forces armades xilenes és la de poder arribar a terra des de la mar amb una organització tàctica capaç de combatre en qualsevol condició de clima i terreny. La seva capacitat per embarcar en molt poc temps juntament amb suports aeris i terrestres orgànics de l'Armada la converteixen en una unitat d'alt valor estratègic pel seu expert grau d'ensinistrament, capacitat i possibilitat de posicionar-se de forma ràpida i discreta en aigües internacionals; constituint un factor de dissuasió considerable. El Comandament de la Força d'Infanteria de Marina correspon al Comandant General del Cos d'Infanteria de Marina, càrrec que exerceix un Contra Almirall IM, que depèn directament del Comandant d'Operacions Navals.

### Brigada Amfíbia Expedicionària

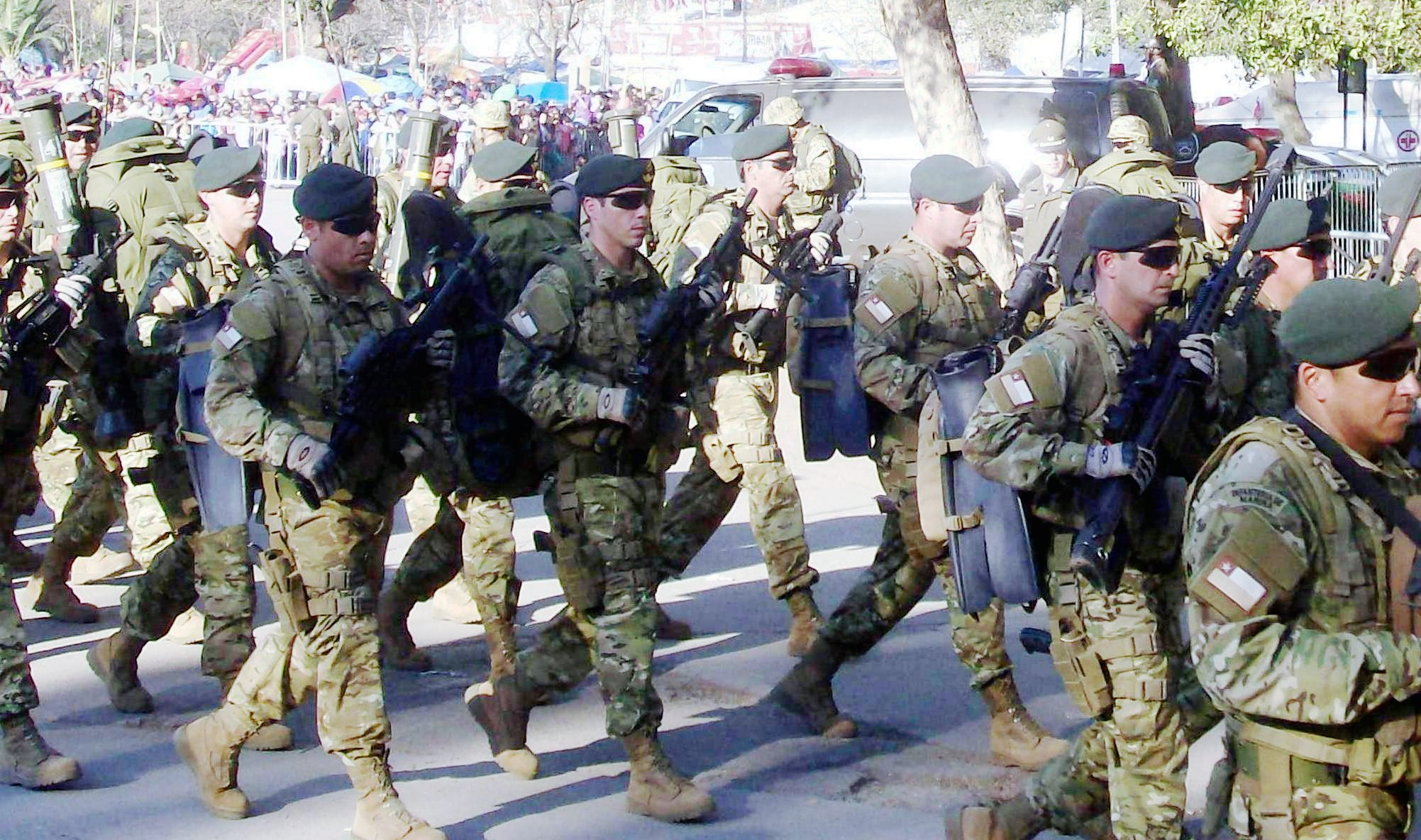
Brigada Expedicionaria Amfibia

La Força de Projecció és un conjunt orgànic d'unitats de combat, suport de combat i suport de serveis de combat, capaç de viure i combatre amb els seus propis elements durant un temps que està en proporció a la seva entitat i autonomia logística. La gran flexibilitat de la Brigada amfíbia rau en la diversitat de capacitats per utilitzar mitjans diferents i complementaris: helicòpters, embarcacions ràpides, barcasses, i paracaigudes.

### Forces de Protecció
La Força de Protecció constitueix la part de la Força d'Infanteria de marina dedicada a proporcionar protecció i seguretat física a bases, instal·lacions, centres, organismes i persones de l'Armada. Les principals Forces de Protecció del CIM es troba distribuït en dos Destacaments principals, d'acord amb una lògica de desplegament territorial Nord o Sud. Aquests destacaments porten noms oficials relacionats amb la història de l'especialitat, que van destacar en les guerres del segle xix.
La IM també opera altres vaixells, com 2 barcassa Classe Batral, 1 barcasses Classe Elicura i un vaixell de transport de personal i càrrega Aquiles. Entre els vehicles de suport es destaquen blindats FV101 Scorpion i Bandvagn 206, així com vehicles lleugers HMMWV i Panhard PVP, camions KIA, per al transport de tropes i pertrets. L'artilleria es compon principalment de peces Soltam M-71 i KH-178, per a la defensa de costa s'utilitzen Bateries Excalibur equipades amb míssils antivaixell MM-38 Exocet.

### Aviació Naval de Xile

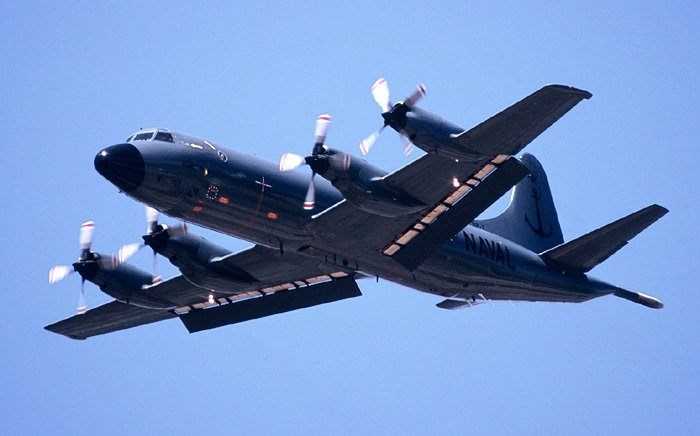
Lockheed P-3 Orion

La IM també opera altres vaixells, com 2 barcassa Classe Batral, 1 barcasses Classe Elicura i un vaixell de transport de personal i càrrega Aquiles. Entre els vehicles de suport es destaquen blindats FV101 Scorpion i Bandvagn 206, així com vehicles lleugers HMMWV i Panhard PVP, camions KIA, per al transport de tropes i pertrets. L'artilleria es compon principalment de peces Soltam M-71 i KH-178, per a la defensa de costa s'utilitzen Bateries Excalibur equipades amb míssils antivaixell MM-38 Exocet.
L'Aviació Naval constitueixen la unitat d'helicòpters i avions de l'Armada de Xile. La seva missió és donar suport a les forces navals de superfície, submarines i d'Infanteria de marina, per contribuir a l'èxit de les operacions navals. Les seves aeronaus realitzen de tasques d'exploració aeromarítima i vigilància del Mar Territorial i de la Zona Econòmica Exclusiva.
Compta amb una variat nombre d'equips com avions de patrulla marítima Lockheed P-3 Orion i C-295 Persuader utilitzats en tasques ASW i de guerra antisuperficie, ja que compten amb míssils Harpoon aire-superfície. Sense considerar el suport aeronaval que presten un grup d'avions F-16 de la Força Aèria de Xile, equipats també amb míssils anti-vaixell Harpoon aire-superfície, adscrits a tasques de suport i protecció aeronaval de l'Esquadra.
Helicòpters Eurocopter AS 532 Cougar armats amb 2 míssils anti-vaixell Exocet i torpedes, els que s'ocupen embarcats. Altres mitjans importants són els Eurocopter AS365 Dauphin, que operen en tasques SAR, a més dels Bell 206 i Bo 105 que seran reemplaçats pel fet que es troben a prop de la fi de la seva vida útil.

## Graduació militar (Armada)

### Almiralls i oficials
| Rang      | Almiralls | Almiralls    | Almiralls      | Oficial Superior | Oficial Superior | Oficial en cap    | Oficial en cap    | Oficial Subaltern | Oficial Subaltern | Oficial Subaltern | Oficial Subaltern |
| --------- | --------- | ------------ | -------------- | ---------------- | ---------------- | ----------------- | ----------------- | ----------------- | ----------------- | ----------------- | ----------------- |
| Galons    |           |              |                |                  |                  |                   |                   |                   |                   |                   |                   |
| Maniga    |           |              |                |                  |                  |                   |                   |                   |                   |                   |                   |
| Graduació | Almirall  | Vicealmirall | Contraalmirall | Comodor          | Capità de Navili | Capità de Fragata | Capità de Corbeta | Tinent 1.°        | Tinent 2.°        | Sotstinent        | Guardiamarina     |

### Sotsoficials i mariners
| Rang      | Sotsoficial Major | Sotsoficial | Sotsoficial | Clase      | Clase      | Clase      | Clase   |
| --------- | ----------------- | ----------- | ----------- | ---------- | ---------- | ---------- | ------- |
| Galons    |                   |             |             |            |            |            |         |
| Graduació | Sotsoficial Major | Sotsoficial | Sergent 1°  | Sergent 2° | Caporal 1° | Caporal 2° | Mariner |

## Equipament (Armada)

### Flota
| Vaixell                         | Sèrie      | País d'origen | Tipus          | Clase                               | Notes | Imatge     |
| Fragates 8                      | Fragates 8 | Fragates 8    | Fragates 8     | Fragates 8                          | Fragates 8 | Fragates 8 |
| ------------------------------- | ---------- | ------------- | -------------- | ----------------------------------- | --- | ---------- |
| Almirante Cochrane              | FF-05      | Regne Unit    | Tipus 23       | Classe Duke                         | Actualitzada per BAE Systems amb un rastrejador de radar sub-sistema tipus 911 i un sònar Thales 2087. |            |
| Almirante Condell               | FF-06      | Regne Unit    | Tipus 23       | Classe Duke                         | Actualitzada per BAE Systems amb un rastrejador de radar sub-sistema tipus 911 i un sònar Thales 2087. |            |
| Almirante Lynch                 | FF-07      | Regne Unit    | Tipus 23       | Classe Duke                         | Actualitzada per BAE Systems amb un rastrejador de radar sub-sistema tipus 911 i un sònar Thales 2087. |            |
| Capitán Prat                    | FFG-11     | Països Baixos | Tipus L        | Classe Jacob van Heemskerck         | No pot dur un helicòpter a bord, en el seu lloc porta 1 muntatge de defensa puntual Goalkeeper CIWS. |            |
| Almirante Latorre               | FFG-14     | Països Baixos | Tipus L        | Classe Jacob van Heemskerck         | No pot dur un helicòpter a bord, en el seu lloc porta 1 muntatge de defensa puntual Goalkeeper CIWS. |            |
| Almirante Blanco Encalada       | FF-15      | Països Baixos | Tipus M        | Classe Karel Doorman                | Porta un helicòpter ASW SH-32 Cougar. |            |
| Almirante Riveros               | FF-18      | Països Baixos | Tipus M        | Classe Karel Doorman                | Porta un helicòpter ASW SH-32 Cougar. |            |
| Almirante Williams              | FF-19      | Regne Unit    | Tipus 22       | Classe Boxer                        | Modernitzada per Asmar, se li va instal·lar un Canó OTO Melara de 76mm, míssils Harpoon, míssils SAM Barak i nous radars. |            |
| Submarins 4                     |            |               |                |                                     | |            |
| Comandante Thompson             | SS-20      | Alemanya      | Tipus 209      | Classe Thomson                      | Modernitzat per Asmar, pot disparar míssils Exocet SM39 i torpedes Black Shark. |            |
| Capitán Simpson                 | SS-21      | Alemanya      | Tipus 209      | Classe Thomson                      | Modernitzat per Asmar, pot disparar míssils Exocet SM39 i torpedes Black Shark. |            |
| General Carrera                 | SS-22      | Espanya       | -              | Classe Scorpène                     | - |            |
| General O'Higgins               | SS-23      | Espanya       | -              | Classe Scorpène                     | - |            |
| Vaixell mare de submarins 1     |            |               |                |                                     | |            |
| Almirante Merino                | BMS-42     | Suècia        |                | Classe Visborg                      | |            |
| Llanxes llança-míssils 5        |            |               |                |                                     | |            |
| Casma                           | LM-30      | Israel        | -              | Classe Sa'ar 4                      | |            |
| Chipana                         | LM-31      | Israel        | -              | Classe Sa'ar 4                      | |            |
| Angamos                         | LM-34      | Israel        | -              | Classe Sa'ar 4                      | |            |
| Teniente Orella                 | LM-37      | Alemanya      | Tipus 148      | Classe Tiger                        | |            |
| Teniente Serrano                | LM-38      | Alemanya      | Tipus 148      | Classe Tiger                        | |            |
| Petroliers 2                    |            |               |                |                                     | |            |
| Almirante Montt                 | AO-52      | Estats Units  | -              | Classe Henry J Kaiser               | Ex-USNS Andrew J. Higgins |            |
| Araucano                        | AO-53      | Suècia        | -              | -                                   | Ex-Ultragas Ltd. Alpaca |            |
| Remolcadors 2                   |            |               |                |                                     | |            |
| Galvarino                       | ATF-66     | Dinamarca     | -              | Classe Veritas                      | Ex-Maersk Traveller |            |
| Lautaro                         | ATF-67     | Dinamarca     | -              | Classe Veritas                      | Ex-Maersk Tender |            |
| Vaixell hospital 1              |            |               |                |                                     | |            |
| Cirujano Videla                 | PDM-74     | Xile          | -              | Classe Taitao                       | Ex-Aspirante Morel (PSG-74), rebatejat i transformat com a Vaixell Hospital per ASMAR l'any 2006. |            |
| Vaixell de rescat i salvament 1 |            |               |                |                                     | |            |
| Ingeniero Slight                | BRS-63     | Països Baixos | -              | -                                   | Ex-Vigilant |            |
| Vaixells amfibis 5              |            |               |                |                                     | |            |
| Sargento Aldea                  | LSDH-91    | França        |                | Classe Foudre                       | Comprada a l'octubre de 2011 a la Marina de França, el contracte de transferència es va firmar el 21 de novembre i la transferència del vaixell va tenir lloc el 23 de desembre de 2011.                                                                         |            |
| Aquiles                         | AP-41      | Xile          | -              | Classe Aquiles                      | |            |
| Rancagua                        | LST-92     | Xile          | -              | Classe BATRAL                       | |            |
| Chacabuco                       | LST-95     | Xile          | -              | Classe BATRAL                       | |            |
| Elicura                         | LSM-90     | Xile          | -              | Classe Elicura                      | |            |
| Vaixells oceanogràfics 2        |            |               |                |                                     | |            |
| Cabo de Hornos                  | AGS-61     | Xile          | -              | -                                   | Construit per ASMAR per a reemplaçar el vaixell oceanogràfic Vidal Gormaz, el Cabo de Hornos fou assignat el 27 de febrer de 2010 però degut a un terratrèmol i a un tsunami va patir danys, i la seva entrada en servei es va retrasar, fou comisionat el 2013. |            |
| Corneta Cabrales                | PSH-77     | Xile          | -              | Classe Taitao                       | Patrullera de Classe Taitao que fou transformada en Patrullera de Servei Hidrogràfic, es el vaixell hidrogràfic més modern d'Amèrica del Sud. |            |
| Trencaglaç 1                    |            |               |                |                                     | |            |
| Almirante Oscar Viel            | AP-46      | Canadà        | -              | -                                   | Ex-Norman McLeod Rogers |            |
| Llanxes patrulleres 16          |            |               |                |                                     | |            |
| Piloto Pardo                    | PZM-81     | Xile          | OPV-80 Fassmer | Classe Patrullera de zona marítima  | |            |
| Comandante Toro                 | PZM-82     | Xile          | OPV-80 Fassmer | Classe Patrullera de zona marítima  | |            |
| Marinero Fuentealba             | PZM-83     | Xile          | OPV-80 Fassmer | Classe Patrullera de zona marítima. | |            |
| Contramaestre Micalvi           | PSG-71     | Xile          | -              | Classe Taitao                       | |            |
| Contramaestre Ortiz             | PSG-72     | Xile          | -              | Classe Taitao                       | |            |
| Aspirante Isaza                 | PSG-73     | Xile          | -              | Classe Taitao                       | |            |
| Piloto Sibbald                  | PSG-78     | Xile          | -              | Classe Taitao                       | |            |
| Grumete Venancio Díaz           | LPC-1814   | Israel        | -              | Classe Dabur                        | |            |
| Grumete Luciano Bolados         | LPC-1815   | Israel        | -              | Classe Dabur                        | |            |
| Grumete Santiago Salinas        | LPC-1816   | Israel        | -              | Classe Dabur                        | |            |
| Grumete Blas Segundo Téllez     | LPC-1817   | Israel        | -              | Classe Dabur                        | |            |
| Grumete Juan Bravo              | LPC-1818   | Israel        | -              | Classe Dabur                        | |            |
| Grumete Samuel Machado          | LPC-1820   | Israel        | -              | Classe Dabur                        | |            |
| Grumete Rudecindo Troncoso      | LPC-1822   | Israel        | -              | Classe Dabur                        | |            |
| Grumete Manuel Hudson           | LPC-1823   | Israel        | -              | Classe Dabur                        | |            |
| Ona                             | LEP-1601   | Xile          | -              | -                                   | |            |
| Yagán                           | LEP-1602   | Xile          | -              | -                                   | |            |
| Llanxes de Servei General 18    |            |               |                |                                     | |            |
| Alacalufe                       | LSG-1603   | Xile          | -              | -                                   | |            |
| Hallef                          | LSG-1604   | Xile          | -              | -                                   | |            |
| Aysén                           | LSG-1609   | Xile          | -              | -                                   | |            |
| Corral                          | LSG-1610   | Xile          | -              | -                                   | |            |
| Concepción                      | LSG-1611   | Xile          | -              | -                                   | |            |
| Caldera                         | LSG-1612   | Xile          | -              | -                                   | |            |
| San Antonio                     | LSG-1613   | Xile          | -              | -                                   | |            |
| Antofagasta                     | LSG-1614   | Xile          | -              | -                                   | |            |
| Arica                           | LSG-1615   | Xile          | -              | -                                   | |            |
| Coquimbo                        | LSG-1616   | Xile          | -              | -                                   | |            |
| Puerto Natales                  | LSG-1617   | Xile          | -              | -                                   | |            |
| Valparaíso                      | LSG-1618   | Xile          | -              | -                                   | |            |
| Punta Arenas                    | LSG-1619   | Xile          | -              | -                                   | |            |
| Talcahuano                      | LSG-1620   | Xile          | -              | -                                   | |            |
| Quintero                        | LSG-1621   | Xile          | -              | -                                   | |            |
| Chiloé                          | LSG-1622   | Xile          | -              | -                                   | |            |
| Puerto Montt                    | LSG-1623   | Xile          | -              | -                                   | |            |
| Iquique                         | LSG-1624   | Xile          | -              | -                                   | |            |
| Vaixell escola 1                |            |               |                |                                     | |            |
| Esmeralda                       | BE-43      | Espanya       | -              | Classe Juan Sebastián               | Ex-Juan de Austria. Aquesta embarcació va arribar per reemplaçar el BE Lautaro, que s'havia incendiat. La nau, que estaba a mig construir, fou completada per Espanya a canvi del pagament del deute que aquest estat tenia amb Xile.                            |            |
| Reliquia Històrica 1            |            |               |                |                                     | |            |
| Monitor Huáscar                 |            | Regne Unit    | Monitor        | Classe Huáscar                      | Vaixell del tipus Monitor peruà capturat i incorporat a l'Armada de Xile durant la campanya naval de la Guerra del Pacífic (1879-1883). Actualment preservat com a reliquia històrica al port de Talcahuano.                                                     |            |

### Armament
| Nom                     | Origen               | Tipus | Foto                 |
| Artilleria antiaèria    | Artilleria antiaèria | Artilleria antiaèria | Artilleria antiaèria |
| ----------------------- | -------------------- | --- | -------------------- |
| Canó OTO Melara 76 mm   | Itàlia               | Artilleria antiaèria de curt abast |                      |
| Canó Mark 8 de 4,5"     | Regne Unit           | Canó antiaèri, antivaixell i suport amfibi |                      |
| MSI DS30B MK-2 30mm     | Regne Unit           | Canó de defensa |                      |
| CIWS SGE-30 Goalkeeper  | Països Baixos        | Canó anti-míssil de curt abast |                      |
| Míssil antivaixell      |                      | |                      |
| Harpoon                 | Estats Units         | Míssil anti-vaixell de llarg abast (RGM-84 y AGM-84) |                      |
| MBDA Exocet             | França               | Míssil anti-vaixell d'abast mitjà (MM38, AM39, SM39 i MM40 muntats en Helicòpters AS 532 Cougar, llanxes llança-míssils, i submarins Scorpène Tipus 209) |                      |
| Grabiel Mk-2            | Israel               | Míssil anti-vaixell de curt abast (usat en llanxes llança-míssils de la clase Sa'ar 4)                                                                   |                      |
| Míssil superfície-aire  |                      | |                      |
| Sea Wolf Bl II          | Regne Unit           | Míssil guiat antiaeri i anti-míssil de curt abast. |                      |
| RIM-7 Sea Sparrow       | Estats Units         | Míssil guiat antiaeri i anti-míssil de curt abast. |                      |
| RIM-66E Standard SM-1MR | Estats Units         | Míssil guiat antiaeri de mitjà abast. |                      |
| Barak 1                 | Israel               | Míssil guiat antiaeri de curt abast i anti-míssil. |                      |
| Torpede                 |                      | |                      |
| Torpede Black Shark     | Itàlia               | Torpede pesant de llarg abast |                      |
| Torpede Mark 46         | Estats Units         | Torpede mitjà de curt abast |                      |

### Força Aèria Naval
| Aeronau                     | Origen                    | Tipus                                                   | Versions                    | En servei                 | Fotos                     |                           |
| Avió de patrulla marítima   | Avió de patrulla marítima | Avió de patrulla marítima                               | Avió de patrulla marítima   | Avió de patrulla marítima | Avió de patrulla marítima | Avió de patrulla marítima |
| --------------------------- | ------------------------- | ------------------------------------------------------- | --------------------------- | ------------------------- | ------------------------- | ------------------------- |
| Lockheed P-3 Orion          | Estats Units              | Avió de patrulla marítima/Transport VIP                 | P-3ACH                      | 2 actualment              |                           |                           |
| CASA C-295 Persuader        | Espanya                   | Avió de patrulla marítima                               | C-295 Persuader             | 3                         |                           |                           |
| Cessna O-2 Skymaster        | Estats Units              | Avió d'observació militar de control de foc avançat     | O-2A                        | 8                         |                           |                           |
| Helicòpters                 |                           |                                                         |                             |                           |                           |                           |
| Eurocopter AS 532           | Europa                    | Helicòpter ASW                                          | AS 532SC                    | 5                         |                           |                           |
| Eurocopter AS332 Super Puma | Europa                    | Helicòpter de transport                                 | AS332L                      | 2                         |                           |                           |
| Eurocopter AS 365 Dauphin   | Europa                    | Helicòpter d'enllaç i policia marítima                  | AS 365                      | 8                         |                           |                           |
| MBB Bo 105                  | Alemanya                  | Helicòpter de senyalització, enllaç, i policia marítima | Bo 105C                     | 2                         |                           |                           |
| Bell 206 JetRanger          | Estats Units              | Helicòpter d'enllaç i policia marítima                  | Model 206B TH-57 Sea Ranger | 4 2                       |                           |                           |
| Avió de Transport           |                           |                                                         |                             |                           |                           |                           |
| Embraer EMB 110             | Brasil                    | Vigilància marítima Avió de transport lleuger           | EMB-111AN EMB-111C          | 3 1                       |                           |                           |
| Avió d'entrenament          |                           |                                                         |                             |                           |                           |                           |
| Pilatus PC-7                | Suïssa                    | Avió d'entrenament lleuger                              | PC-7                        | 7                         |                           |                           |
| Vehicle aeri no tripulat    |                           |                                                         |                             |                           |                           |                           |
| Manta I                     | Xile                      | Vehicle aeri no tripulat                                |                             | 2                         |                           |                           |

### Infanteria de Marina
| Vehicle                          | Origen                    | Tipus                     | Versions                  | En servei                 | Fotos                     |                           |
| Vehicle blindat de combat        | Vehicle blindat de combat | Vehicle blindat de combat | Vehicle blindat de combat | Vehicle blindat de combat | Vehicle blindat de combat | Vehicle blindat de combat |
| -------------------------------- | ------------------------- | ------------------------- | ------------------------- | ------------------------- | ------------------------- | ------------------------- |
| FV101 Scorpion                   | Regne Unit                | Tanc lleuger              | FV101                     | 27                        |                           |                           |
| Vehicle de desembarcament amfibi |                           |                           |                           |                           |                           |                           |
| AAV-7A1                          | Estats Units              | Vehicle de desembarcament | AAVP-7 A1                 | 24                        |                           |                           |
| Bandvagn 206                     | Suècia                    | Vehicle de desembarcament | -                         | 8                         |                           |                           |
| Vehicle tot terreny              |                           |                           |                           |                           |                           |                           |
| PVP Panhard                      | França                    | Vehicle utilitari         | -                         | 530                       |                           |                           |
| Humvee                           | Estats Units              | Vehicle utilitari         | -                         | 100                       |                           |                           |
| KIA KM                           | Corea del Sud             | Vehicle utilitari         | KM 420                    | 50                        |                           |                           |
| Artilleria                       |                           |                           |                           |                           |                           |                           |
| Soltam M-71                      | Israel                    | Obús                      | -                         | 20                        |                           |                           |
| Kh-178                           | Corea del Sud             | Obús                      | -                         | 35                        |                           |                           |
| Míssil antivaixell               |                           |                           |                           |                           |                           |                           |
| Bateria Excalibur                | França                    | Lança-míssils             | -                         | -                         |                           |                           |

## Galeria fotogràfica

La bandera xilena s'utilitza actualment com a bandera naval
Naval Jack de l'Armada de Xile
Símbol de l'Aviació Naval